# Liparopsis celebensis
Liparopsis celebensis är en fjärilsart som beskrevs av M.Gaede 1930. Liparopsis celebensis ingår i släktet Liparopsis och familjen tandspinnare. Inga underarter finns listade i Catalogue of Life.